# غريغ تشايلدز
غريغ تشايلدز (بالإنجليزية: Greg Childs)‏ هو لاعب كرة قدم أمريكية أمريكي، ولد في 10 مارس 1990 في وارين في الولايات المتحدة.

## وصلات خارجية
- غريغ تشايلدز على موقع مرجع كرة القدم المحترفة.كوم (الإنجليزية)